# František Čermák (strzelec)
František Čermák (ur. 2 grudnia 1894, zm. ?) – czechosłowacki strzelec, olimpijczyk i medalista mistrzostw świata.

## Kariera
Dwukrotny uczestnik igrzysk olimpijskich (IO 1924, IO 1936). Podczas igrzysk w Paryżu uplasował się na 60. pozycji w karabinie dowolnym leżąc z 600 m, zaś w karabinie drużynowym osiągnął z zespołem 14. miejsce (3. wynik zespołu). Zajął również 36. miejsce w karabinie małokalibrowym leżąc z 50 m podczas igrzysk w Berlinie.
Čermák ma w dorobku 1 medal mistrzostw świata. Zdobył go podczas turnieju w 1929 roku, gdzie został brązowym medalistą w karabinie wojskowym leżąc z 300 m – pokonali go wyłącznie Ernst Malmgren i Olle Ericsson.

## Wyniki

### Igrzyska olimpijskie
| Igrzyska    | Konkurencja                       | Wynik                            | Miejsce | Źródło |
| ----------- | --------------------------------- | -------------------------------- | ------- | ------ |
| Paryż 1924  | Karabin dowolny leżąc, 600 m      | 66 pkt.                          | 60      | [ 1 ]  |
| Paryż 1924  | Karabin dowolny, drużynowo        | 501 pkt. (druż.) 102 pkt. (ind.) | 14      | [ 2 ]  |
| Berlin 1936 | Karabin małokalibrowy leżąc, 50 m | 290 pkt.                         | 36      | [ 3 ]  |

### Medale na mistrzostwach świata
Opracowano na podstawie materiałów źródłowych:
| Mistrzostwa    | Konkurencja                   | Wynik    | Miejsce |
| -------------- | ----------------------------- | -------- | ------- |
| Sztokholm 1929 | Karabin wojskowy leżąc, 300 m | 184 pkt. |         |